# Галерија грбова Јапана
Галерија грбова Јапана обухвата актуелни Грб Јапана, грбове јапанских префектура и грбове јапанских градова по азбучном реду.

## Актуелни грб Јапана
- Грб Јапана

## Амблеми јапанских префектура
- Амблем Аичија
- Амблем Аките
- Амблем Аоморија
- Амблем Чибе
- Амблем Ехимеа
- Амблем Фукуија
- Амблем Фукуоке
- Амблем Фукушиме
- Амблем Гифуа
- Амблем Гунме
- Амблем Хирошиме
- Амблем Хокаидоа
- Амблем Хјогоа
- Амблем Ибаракија
- Амблем Ишикаве
- Амблем Иватеа
- Амблем Кагаве
- Амблем Кагошиме
- Амблем Канагаве
- Амблем Кочија
- Амблем Кумамотоа
- Амблем Кјотоа
- Амблем Мијеа
- Амблем Мијагија
- Амблем Мијазакија
- Амблем Нагана
- Амблем Нагасакија
- Амблем Наре
- Амблем Нигате
- Амблем Оите
- Амблем Окајаме
- Амблем Окинаве
- Амблем Осаке
- Амблем Саге
- Симбол Саге
- Амблем Саитаме
- Амблем Шиге
- Амблем Шиманеа
- Амблем Шизуоке
- Амблем Точигија
- Амблем Токушиме
- Амблем Токија
- Амблем Тоторија
- Амблем Тојаме
- Амблем Вакајаме
- Амблем Јамагате
- Амблем Јамагучија
- Амблем Јаманашија

## Грбови јапанских градова
- Амблем Абикоа
- Амблем Агеоа
- Амблем Аизу-Вакамацуа
- Амблем Акашија
- Амблем Акија
- Амблем Аките
- Амблем Акишиме
- Амблем Амагасакија
- Амблем Анџоа
- Амблем Аоморија
- Амблем Асаке
- Амблем Асахикаве
- Амблем Ацугија
- Амблем Ашикаге
- Амблем Бепуа
- Амблем Вакајаме
- Амблем Гифуа
- Амблем Даитоа
- Амблем Ебецуа
- Амблем Ебине
- Амблем Заме
- Амблем Ибаракија
- Амблем Ивакија
- Амблем Ивакунија
- Амблем Ивате
- Амблем Иге
- Амблем Иде
- Амблем Изуке
- Амблем Изумија
- Амблем Изумоа
- Амблем Икеде
- Амблем Икоме
- Амблем Имабарија
- Амблем Инабеа
- Амблем Иназаве
- Амблем Ируме
- Амблем Исахаје
- Амблем Исеа
- Амблем Исесакија
- Амблем Исехаре
- Амблем Итамија
- Амблем Ичикаве
- Амблем Ичиномије
- Амблем Ичиносекија
- Амблем Ичихаре
- Амблем Ишиномакија
- Амблем Јаизуа
- Амблем Јамагате
- Амблем Јамагучија
- Амблем Јаматоа
- Амблем Јаоа
- Амблем Јацушироа
- Амблем Јачијоа
- Амблем Јокаичија
- Амблем Јокосуке
- Амблем Јокотеа
- Амблем Јокохаме
- Амблем Јонагоа
- Амблем Џоецуа
- Амблем Кјота
- Амблем Каја
- Амблем Кавагоеа
- Амблем Кавагучија
- Амблем Каванишија
- Амблем Кавасакија
- Амблем Кавачинаганоа
- Амблем Кагошиме
- Амблем Кадоме
- Амблем Какамигахаре
- Амблем Какегаве
- Амблем Какогаве
- Амблем Камагаје
- Амблем Камакуре
- Амблем Камејаме
- Амблем Камија
- Амблем Каназаве
- Амблем Каноје
- Амблем Кануме
- Амблем Карацуа
- Амблем Карије
- Амблем Касуге
- Амблем Касугаја
- Амблем Касукабеа
- Амблем Кашиве
- Амблем Кашихаре
- Амблем Кирјуа
- Амблем Киришиме
- Амблем Кисаразуа
- Амблем Китакјушуа
- Амблем Китамија
- Амблем Кихокуа
- Амблем Кишиваде
- Амблем Кобеа
- Амблем Коге
- Амблем Коганеја
- Амблем Кодаире
- Амблем Кокубунџија
- Амблем Комакија
- Амблем Комацуа
- Амблем Конана
- Амблем Коносуа
- Амблем Коријаме
- Амблем Кофуа
- Амблем Кочија
- Амблем Кошигаје
- Амблем Куване
- Амблем Кумагаје
- Амблем Кумамотоа
- Амблем Куманоа
- Амблем Курашикија
- Амблем Куреа
- Амблем Курумеа
- Амблем Кусацуа
- Амблем Кушироа
- Амблем Маебашија
- Амблем Маругамеа
- Амблем Мацујаме
- Амблем Мацубаре
- Амблем Мацудоа
- Амблем Мацуеа
- Амблем Мацумотоа
- Амблем Мацусаке
- Амблем Мачиде
- Амблем Мијазакија
- Амблем Мијаконоџоа
- Амблем Минами-Алпса
- Амблем Миноа
- Амблем Мисатоа
- Амблем Митаке
- Амблем Митоа
- Амблем Михаре
- Амблем Мишиме
- Амблем Моригучија
- Амблем Мориоке
- Амблем Муротоа
- Амблем Мусашиноа
- Амблем Набарија
- Амблем Нагана
- Амблем Нагаоке
- Амблем Нагарејаме
- Амблем Нагасакија
- Амблем Нагоје
- Амблем Нанкокуа
- Амблем Наре
- Амблем Нарашиноа
- Амблем Нарите
- Амблем Насушиобаре
- Амблем Нахе
- Амблем Нејегаве
- Амблем Нигате
- Амблем Низе
- Амблем Нихаме
- Амблем Нишиномије
- Амблем Нишиоа
- Амблем Нишитокиоа
- Амблем Нобеоке
- Амблем Ноде
- Амблем Нумазуа
- Амблем Ојаме
- Амблем Обихироа
- Амблем Овасеа
- Амблем Огакија
- Амблем Одаваре
- Амблем Оите
- Амблем Окајаме
- Амблем Оказаки
- Амблем Окинаве
- Амблем Окуме
- Амблем Омеа
- Амблем Омуте
- Амблем Ономичија
- Амблем Осаке
- Амблем Осакија
- Амблем Оте
- Амблем Отаруа
- Амблем Оцуа
- Амблем Ошуа
- Амблем Сајаме
- Амблем Сагеа
- Амблем Сагамихаре
- Амблем Садоа
- Амблем Саиџоа
- Амблем Саитаме
- Амблем Сакаја
- Амблем Сакате
- Амблем Сакуа
- Амблем Сакуре
- Амблем Санџоа
- Амблем Санде
- Амблем Саноа
- Амблем Сапороа
- Амблем Сасебоа
- Амблем Сацумасендаја
- Амблем Сендаја
- Амблем Сетоа
- Амблем Соке
- Амблем Сузуке
- Амблем Суите
- Амблем Сукумоа
- Амблем Сусакија
- Амблем Таџимија
- Амблем Таинаја
- Амблем Такамацуа
- Амблем Такаоке
- Амблем Такаразуке
- Амблем Такасакија
- Амблем Такацукија
- Амблем Такија
- Амблем Таме
- Амблем Тачикаве
- Амблем Тојаме
- Амблем Тојокаве
- Амблем Тојонаке
- Амблем Тојоте
- Амблем Тојохашија
- Амблем Тоба Мијеа
- Амблем Тоде
- Амблем Тоина
- Амблем Токаја
- Амблем Токија
- Амблем Токорозаве
- Амблем Токушиме
- Амблем Томакомаја
- Амблем Тондабајашија
- Амблем Торидеа
- Амблем Тосе
- Амблем Тоторија
- Амблем Уџија
- Амблем Убеа
- Амблем Уеде
- Амблем Урајасуа
- Амблем Урасоеа
- Амблем Уруме
- Амблем Уцуномије
- Амблем Фуџија
- Амблем Фуџиједе
- Амблем Фуџимија
- Амблем Фуџиминоа
- Амблем Фуџиномије
- Амблем Фуџисаве
- Амблем Фукаје
- Амблем Фукуја
- Амблем Фукујаме
- Амблем Фукуоке
- Амблем Фукушиме
- Амблем Фунабашија
- Амблем Фуче
- Амблем Хабикиноа
- Амблем Хаданоа
- Амблем Хакодатеа
- Амблем Хакусана
- Амблем Хамамацуа
- Амблем Ханамакија
- Амблем Ханде
- Амблем Хацукаичија
- Амблем Хачинохеа
- Амблем Хачиоџија
- Амблем Хигашикурумеа
- Амблем Хигашимурајаме
- Амблем Хигашиомија
- Амблем Хигашиосаке
- Амблем Хигашихирошиме
- Амблем Хиконеа
- Амблем Химеџија
- Амблем Хиноа
- Амблем Хиракате
- Амблем Хирацуке
- Амблем Хиросакија
- Амблем Хирошиме
- Амблем Хитачија
- Амблем Хитачинаке
- Амблем Хокутоа
- Амблем Хофуа
- Амблем Цуа
- Амблем Цујаме
- Амблем Цубамеа
- Амблем Цукубе
- Амблем Цуруоке
- Амблем Цучијуре
- Амблем Чибе
- Амблем Чигасакија
- Амблем Чикусеја
- Амблем Чофуа
- Амблем Шибате
- Амблем Шизуоке
- Амблем Шиме
- Амблем Шимантоа
- Амблем Шимоносекија
- Амблем Шибате

## Грбови посебних округа Токија
- Амблем Адачија
- Амблем Аракаве
- Амблем Бункјоа
- Амблем Тијоде
- Амблем Тјуоа
- Амблем Едогаве
- Амблем Итабашија
- Амблем Катуцике
- Амблем Ките
- Амблем Котоа
- Амблем Мегуроа
- Амблем Минатоа
- Амблем Наканоа
- Амблем Нериме
- Амблем Оте
- Амблем Сетагаје
- Амблем Шибује
- Амблем Шинагаве
- Амблем Шинџјукуа
- Амблем Сугинамија
- Амблем Сумиде
- Амблем Тајтоа
- Амблем Тошиме